# Tiranet senzill
El tiranet senzill (Inezia inornata) és un ocell de la família dels tirànids (Tyrannidae).

## Hàbitat i distribució
Habita garrigues, bosc de ribera, dosser arbori, localment a les terres baixes del sud del Perú, nord, est i sud-est de Bolívia, nord de Paraguai, sud del Brasil i nord-oest de l'Argentina.